# Michael Maze
Michael Maze (Faxe, 1 de septiembre de 1981) es un exjugador de tenis de mesa danés. Una vez ganó el Campeonato Europeo (2009) y ganó el bronce en el Campeonato del Mundo (2005).

## Carrera

Curso de Michael Maze en el ranking mundial desde 2001

Maze también jugó al fútbol hasta que tenía trece años. Después de eso, su padre se basó únicamente en el tenis de mesa y comenzó su carrera en 1997. En ese momento llegó a la ronda de los últimos 16 en el Abierto de Polonia. Ya este año, Maze participó en un Campeonato del Mundo, donde falló en la primera ronda contra Ma Lin. En 1998, Maze ganó plata en el Campeonato Nórdico en individuales, pero falló en el Pro Tour en cada una de las primeras rondas. En los Campeonatos Europeos de la Juventud, ganó el oro en 1996, coronándose come el mejor jugador juvenil de Dinamarca. En 1999 participó en el Campeonato del Mundo de nuevo, esta vez perdió en la primera ronda Liu Guoliang. Además, volvió a ser soltero y doble en la República Checa, Campeón de la Juventud Europea. En 2000, el equipo danés en el Campeonato del Mundo eliminó en la segunda ronda, también se clasificó para los Juegos Olímpicos en dobles, donde alcanzó Finn Tugwell con la segunda ronda.
En 2001 llegó al Campeonato del Mundo hasta los últimos 32, de lo contrario no obtuvo gran éxito. En 2002, participó por primera vez en las Grand Finals de la ITTF World Tour, donde Maze perdió en los octavos de final contra Wang Hao. En el Abierto de Brasil, también ganó el bronce en individuales y dobles. En 2003, Michael Maze renunció en la primera ronda, aunque se colocó en el puesto 16. Además, se clasificó para el torneo Top 12 de Europa, donde se encontró con Timo Boll en las semifinales. Allí perdió 2-4 y ganó el bronce. En los Campeonatos de Europa, para los que también calificó atléticamente, llegó en individuales y junto con Finn Tugwell en cuartos de final de individual.
En 2004, estuvo con el equipo decimocuarto en el Campeonato del Mundo, el equipo danés perdió en la segunda ronda contra Japón. En la Grand Finals de la ITTF World Tour, Maze ganó el bronce en la doble competencia, en la persona que falló 3:4 ante Ma Lin. Sporting calificó para los Juegos Olímpicos de verano, donde ganó la medalla de bronce en dobles, el mejor jugador de Dinamarca, que tuvo éxito. En el Top 12 de Europa venció a Jan-Ove Waldner y ganó el oro. Laberinto también ganó el oro en el Abierto de Dianmarca.
En 2005, Maze ganó el título en el Campeonato de Europa con el equipo, en el Campeonato del Mundo que venció en los cuartos de final Hao Shuai después de un déficit de 0:3 y 8:10. En el Top 12 de Europa falló en la segunda ronda. En la Copa del Mundo, falló en los cuartos de final a Wang Hao.
En 2006, Maze nuevamente ganó el bronce en el Top 12 de Europa, y el equipo volvió a fallar en las etapas eliminatorias del Campeonato del Mundo. De lo contrario, no tendrá mucho éxito.
En 2007 ganó en el Campeonato de Europa, después de una victoria en cuartos de final sobre el bronce de Dimitrij Ovtcharov, en el Campeonato del Mundo, ya falló en la segunda ronda. En 2008, participó por tercera vez en los Juegos Olímpicos, donde falló en la segunda ronda en el japonés Jun Mizutani. Con el equipo, derrotó a China en la segunda onda en el Campeonato del Mundo.
En 2009 falló en la Copa del Mundo ante Zhang Jike en los cuartos de final. LIegar a los cuartos de final en el Campeonato del Mundo fue su segundo mejor resultado. También se convirtió en campeón de Europa después de derrotar a Timo Boll.
En 2010 participó solo en el Campeonato del Mundo en Moscú, debido a numerosas lesiones, no apareció hasta el 2012 de nuevo. Allí se clasificó para los Juegos Olímpicos, donde se encontró con numerosos dolores Dimitrij Ovtcharov. A pasar del dolor, anotó una derrota por 3:4 se retiró. En la Copa del Mundo también se retiró contra Ma Long en los cuartos de final.
En 2013 anunció su retiro, pero regresó en mayo de 2014 en el Campeonato del Mundo. En 2015, falló en la ronda de clasificación del Campeonato de Europa ante Aleksandar Karakašević. 
El 14 de marzo de 2016, terminó su carrera por segunda vez y se dedicó al poker. En febrero de 2018 anunció su regreso.

## Los mayores éxitos
- 2005- Campeonato del Mundo individual bronce
- 2009- Campeonato de Europa individual oro
- 2007- Campeonato de Europa individual bronce
- 2004- Europa-Top-12 individual oro
- 2003, 2006, 2009- Europa-Top-12 individual bronce
- 2004- Juegos Olímpicos- dobles bronce

## Privado
Michael Maze tiene un hermano (Marc) que juega fútbol exitosamente.